# Troféu HQ Mix de melhor publicação de clássico
Publicação de clássico é uma das categorias do Troféu HQ Mix, premiação brasileira dedicada aos quadrinhos que é realizada pela Associação dos Cartunistas do Brasil (ACB) e pelo Instituto do Memorial das Artes Gráficas do Brasil (IMAG) desde 1989.

## História
Na primeira edição do Troféu HQ Mix, foram criadas as categorias "Álbum de clássico" e "Revista de clássico", com o objetivo de premiar, respectivamente, livros (ou graphic novels) e revistas seriadas voltadas à republicação de histórias em quadrinhos antigas.
Em 2004, as duas categorias foram mescladas em "Publicação de clássico", com o mesmo objetivo, mas sem fazer distinção entre livros e revistas seriadas. A categoria premia indistintamente tanto obras brasileiras quanto estrangeiras (no caso destas últimas, tomando por base sua edição nacional).
Os vencedores são escolhidos por votação entre profissionais da área (roteiristas, desenhistas, jornalistas, editores, pesquisadores etc.) a partir de uma lista de sete indicados elaborada pela comissão organizadora do evento.

## Vencedores e indicados
| Ano  | Obra                                                    | Autor(es)                                               | Editora                                                 | Outros indicados | Notas         |
| ---- | ------------------------------------------------------- | ------------------------------------------------------- | ------------------------------------------------------- | --- | ------------- |
| 2004 | Zap Comix                                               | Robert Crumb                                            | Conrad                                                  | | [ 2 ]         |
| 2005 | Todo Pererê #3                                          | Ziraldo                                                 | Salamandra                                              | | [ 4 ]         |
| 2006 | Maus                                                    | Art Spiegelman                                          | Cia. das Letras                                         | - As Aventuras de Tintim - O Lótus Azul (Companhia das Letras) - Ás Inimigo (Opera Graphica) - Elektra Assassina (Panini) - Fabulous Furry Freak Brothers Vol II - A viagem continua (Conrad) - Mr. Natural vai para o hospício e outras histórias (Conrad) - O Melhor da Disney: As Obras Completas de Carl Barks (Editora Abril) | [ 5 ] [ 6 ]   |
| 2007 | Corto Maltese - a balada do mar salgado                 | Hugo Pratt                                              | Pixel                                                   | - As Aventuras de Tintim - O Caranguejo das Pinças de Ouro (Companhia das Letras) - Grandes Clássicos DC 7 e 8 - Lanterna Verde/Arqueiro Verde (Panini) - Luluzinha: Vai às Compras (Devir) - O Fantasma - Sempre aos Domingos (Opera Graphica) - O Melhor da Disney: As Obras Completas de Carl Barks (Editora Abril) - Watchmen (Via Lettera) | [ 7 ] [ 8 ]   |
| 2008 | Um contrato com Deus e outras histórias de cortiço      | Will Eisner                                             | Devir                                                   | - As Aventuras De Tintim - Explorando a Lua (Cia. Das Letras) - Corto Maltese - As Célticas (Pixel) - Krazy Kat - Páginas Dominicais 1925-1926 (Opera Graphica) - Marvel 40 Anos (Panini) - O Gaúcho (SM) - Turma Da Mônica - Coleção Histórica (Panini) | [ 9 ] [ 10 ]  |
| 2009 | Che - os últimos dias de um herói                       | Héctor Oesterheld, Alberto Breccia e Enrique Breccia    | Conrad                                                  | - Batman ilustrado por Neal Adams (Panini) - Antologia Chiclete com Banana (Devir-Jacaranda) - Corto Maltese - As Etiópicas (Pixel) - Biblioteca Histórica Marvel - O Surfista Prateado vol. 1 (Panini) - Tintim no país dos Sovietes (Cia. das Letras) - Turma da Mônica Coleção Histórica (Panini) | [ 11 ] [ 12 ] |
| 2010 | Peanuts completo - 1950 a 1952                          | Charles Schulz                                          | L&PM                                                    | - Bidu 50 Anos - Maurício de Sousa (Panini) - Calvin e Haroldo - A Hora da Vingança - Bill Watterson (Conrad) - No Rastro de Masamune - Luiz Saidenberg (Marca de Fantasia) - Samurai - Júlio Shimamoto (EM Editora) - Watchmen - Edição Definitiva - Alan Moore, Dave Gibbons e John Higgins (Panini) - Verão Índio - Hugo Pratt e Milo Manara (Conrad) | [ 13 ] [ 14 ] |
| 2011 | Peanuts completo                                        | Charles Schulz                                          | L&PM                                                    | - Ao Coração da Tempestade (Cia das Letras) - Fawcett (Devir) - Flash Gordon (Kalaco) - Metrópolis (New Pop) - Ranxerox (Conrad) - Tarzan - A Origem do Homem-Macaco e Outras Histórias (Devir) | [ 15 ] [ 16 ] |
| 2012 | Arzach                                                  | Moebius                                                 | Nemo                                                    | - Agente Secreto X-9 (Devir) - Combate Inglório (Gal Editora) - Cripta (Mythos) - Fantasma - A Saga do Casamento (Kalaco) - A Garra Cinzenta (Conrad) - Gen, Pés Descalços (Conrad) | [ 17 ] [ 18 ] |
| 2013 | Diomedes - a trilogia do acidente                       | Lourenço Mutarelli                                      | Quadrinhos na Cia                                       | - A Trilogia Nikopol (Nemo) - Avenida Paulista (Cia. das Letras) - Creepy - contos clássicos de terror - vol. 1 (Devir) - Incal Integral (Devir) - O Eterneuta (Martins Fontes) - O Vira Lata (Peixe Grande) | [ 3 ] [ 19 ]  |
| 2014 | Fradim                                                  | Henfil                                                  | Henfil - Educação e Sustentabilidade                    | - As Diabruras de Quick e Flupke Vol.1 (Globo) - Os Companheiros do Crepúsculo (Nemo) - Death Note: Black Edition (JBC) - Luluzinha: Quadrinhos Clássicos dos Anos 1940 e 1950 (Pixel) - Monstro do Pântano – Raizes Vol. 1 (Panini) - Tiki, o Menino Guerreiro (Quadro a Quadro) | [ 20 ] [ 21 ] |
| 2015 | A Saga do Monstro do Pântano – Volumes 1 a 3            | vários autores                                          | Panini                                                  | - Coleção Marvel Terror: A Tumba de Drácula vol. 1 (Panini) - Creepy, Contos Clássicos de Terror vol. 2 (Devir) - Do Inferno (Veneta) - Lucky Luke vol.4 (Zarabatana) - Miracleman 1 (Panini) - Surfista Prateado – Parábola (Panini) | [ 22 ] [ 23 ] |
| 2016 | Zodiako Premium                                         | Jayme Cortez                                            | Opera Graphica                                          | - A Liga Extraordinária – Século Integral – DEVIR - A Saga do Monstro do Pântano – Livro 5, 6, 7 – PANINI - Barbarella – MARSUPIAL/JUPATI - Batman – O Cavaleiro das Trevas – Edição Definitiva – PANINI - Bone – Volume 1 – Fora de Boneville – HQM - Coleção Histórica Mauricio – Bidu e Zaz Traz – PANINI - Gen – Pés descalços – Volume 8, 9 – CONRAD - Holy Avenger — Edição Definitiva Vol. 4 – JAMBÔ - Watson Portela (Paralelas) – DEVIR | [ 24 ] [ 25 ] |
| 2017 | Sharaz-de - Contos de As Mil e Uma Noites - Volume 1    | Sergio Toppi                                            | Figura                                                  | - 4 AVENTURAS DE SPIROU E FANTASIO (SESI-SP Editora) - BLADE – A LÂMINA DO IMORTAL 2 (JBC) - ELEKTRA ASSASSINA (PANINI) - LOBO SOLITÁRIO (PANINI) - OS ÚLTIMOS DIAS DE POMPEO (Veneta) - PEANUTS COMPLETO – 1965-1966 VOL 8 (LPM) - PRÍNCIPE VALENTE NOS TEMPOS DO REI ARTHUR (Pixel) - SOPA DE LÁGRIMAS (Veneta) - ZÉ DO CAIXÃO (Jupati Books) | [ 26 ] [ 27 ] |
| 2018 | Akira                                                   | Katsuhiro Otomo                                         | JBC                                                     | - Barbarella e as cóleras do come-minutos - Cannon - Elektra vive - Espadas e bruxas - Ghost world – edição especial 20 anos - Lobo Solitário - Monsieur Jabot - O homem que passeia - O que havia na caixa de Sam Dora? E outras histórias | [ 28 ] [ 29 ] |
| 2019 | Akira 2                                                 | Katsuhiro Otomo                                         | JBC                                                     | - Blood: Uma história de sangue - Cinco por Infinito de Esteban Maroto - Como Uma Luva de Veludo Moldada em Ferro - História de Monsieur Cryptogame de Rodolphe Töpffer - Monsieur TricTrac - Mort Cinder - O Corvo - Tekkonkinkreet de Taiyō Matsumoto - Uzumaki de Junji Ito | [ 30 ] [ 31 ] |
| 2020 | Akira nº 6 Katsuhiro Otomo / JBC                        | Akira nº 6 Katsuhiro Otomo / JBC                        | Akira nº 6 Katsuhiro Otomo / JBC                        | - Almanaque 50 Anos: The Supermãe (Ziraldo / Melhoramentos) - Biblioteca Will Eisner: Um Contrato Com Deus (Will Eisner / Devir) - Capa Preta (Lourenço Mutarelli / Comix Zone) - Lendas do Universo DC: Quarto Mundo (Jack Kirby / Panini Comics) - Lone Sloane (Philippe Druillet / Pipoca & Nanquim) - Moonshadow (J.M. Dematteis e Jon J. Muth / Pipoca & Nanquim) - O Eternauta 1969 (Héctor Germán Oesterheld e Alberto Breccia / Comix Zone) - Squeak The Mouse (Mattioli / Veneta) - Tio Patinhas: A Coroa Perdida de Gengis Khan (Carl Barks / Panini Comics) | [ 32 ] [ 33 ] |
| 2021 | Cebolinha: Dono da "Lua" Vários autores / Panini Comics | Cebolinha: Dono da "Lua" Vários autores / Panini Comics | Cebolinha: Dono da "Lua" Vários autores / Panini Comics | - A Grande Farsa (Carlos Trillo e Domingo Mandrafina / Comix Zone) - Além de Palomar (Gilbert Hernandez / Veneta) - Buscavidas (Carlos Trillo e Alberto Breccia / Comix Zone) - Desbravando Calvin e Haroldo: A Exposição (Bill Watterson / Conrad) - Ernie Pike (Héctor Germán Oesterheld e Hugo Pratt / Figura) - Fronteiras do Além (Jayme Cortez / Pipoca & Nanquim) - Paracuellos (Carlos Giménez / Comix Zone) - Recado a Adolf nº 1 (Osamu Tezuka / Pipoca & Nanquim) - Sherlock Time (Héctor Germán Oesterheld e Alberto Breccia / Comix Zone) - Torpedo 1936 nº 1 (Enrique Sánchez Abulí e Jordi Bernet / Figura)                                                  | [ 34 ] [ 35 ] |
| 2022 | Horácio Completo nº 1 Mauricio de Sousa / Panini Comics | Horácio Completo nº 1 Mauricio de Sousa / Panini Comics | Horácio Completo nº 1 Mauricio de Sousa / Panini Comics | - A Princesa e o Cavaleiro nº 1 (Osamu Tezuka / JBC) - Edição de Artista: Aventuras do Anjo (Flavio Colin / Figura) - Estórias Gerais (Wellington Srbek e Flavio Colin / Conrad) - Estranhos no Paraíso (Terry Moore / Devir) - Fábulas do Velho Mundo (Sergio Toppi / Skript) - Incal (Alejandro Jodorowsky e Moebius / Pipoca & Nanquim) - Palestina (Joe Sacco / Veneta) - Stuck Rubber Baby: Quando Viemos ao Mundo (Howard Cruse / Conrad) - Traço de Giz (Miguelanxo Prado / Pipoca & Nanquim) - Vida à Deriva (Yoshihiro Tatsumi / Veneta) - Zé Carioca e Panchito: Silly Symphonies (Vários autores / Panini Comics)                                                | [ 36 ] [ 37 ] |
| 2023 | Little Nemo Volume 1: 1905 - 1909 Winsor McCay / Figura | Little Nemo Volume 1: 1905 - 1909 Winsor McCay / Figura | Little Nemo Volume 1: 1905 - 1909 Winsor McCay / Figura | - Alack Sinner: A Era da Inocência (José Muñoz e Carlos Sampayo / Pipoca & Nanquim) - Alimenta Estes Olhos (Marcello Quintanilha / Veneta) - Cidade de Vidro (Paul Auster, Paul Karasik e David Mazzucchelli / Mino) - Coleção Toppi Volume Um: América Latina (Sergio Toppi / Figura) - Creepy Apresenta: Bernie Wrightson (Bernie Wrightson / Devir) - Mônica Volume 1: 1970 (Vários autores / Panini Comics) - O Último Recreio (Carlos Trillo e Horacio Altuna / Risco) - Ranx: Edição Integral Definitiva (Stefano Tamburini e Tanino Liberatore / Comix Zone) - Social Fiction (Chantal Montellier / Comix Zone) - Um Cadáver no Rio Imjin (Harvey Kurtzman / Veneta) | [ 38 ] [ 39 ] |